# 兵庫県道・京都府道97号篠山三和線
兵庫県道・京都府道97号篠山三和線（ひょうごけんどう・きょうとふどう97ごう ささやまみわせん）は、兵庫県丹波篠山市から京都府福知山市三和町を結ぶ主要地方道（兵庫県道・京都府道）である。

## 概要

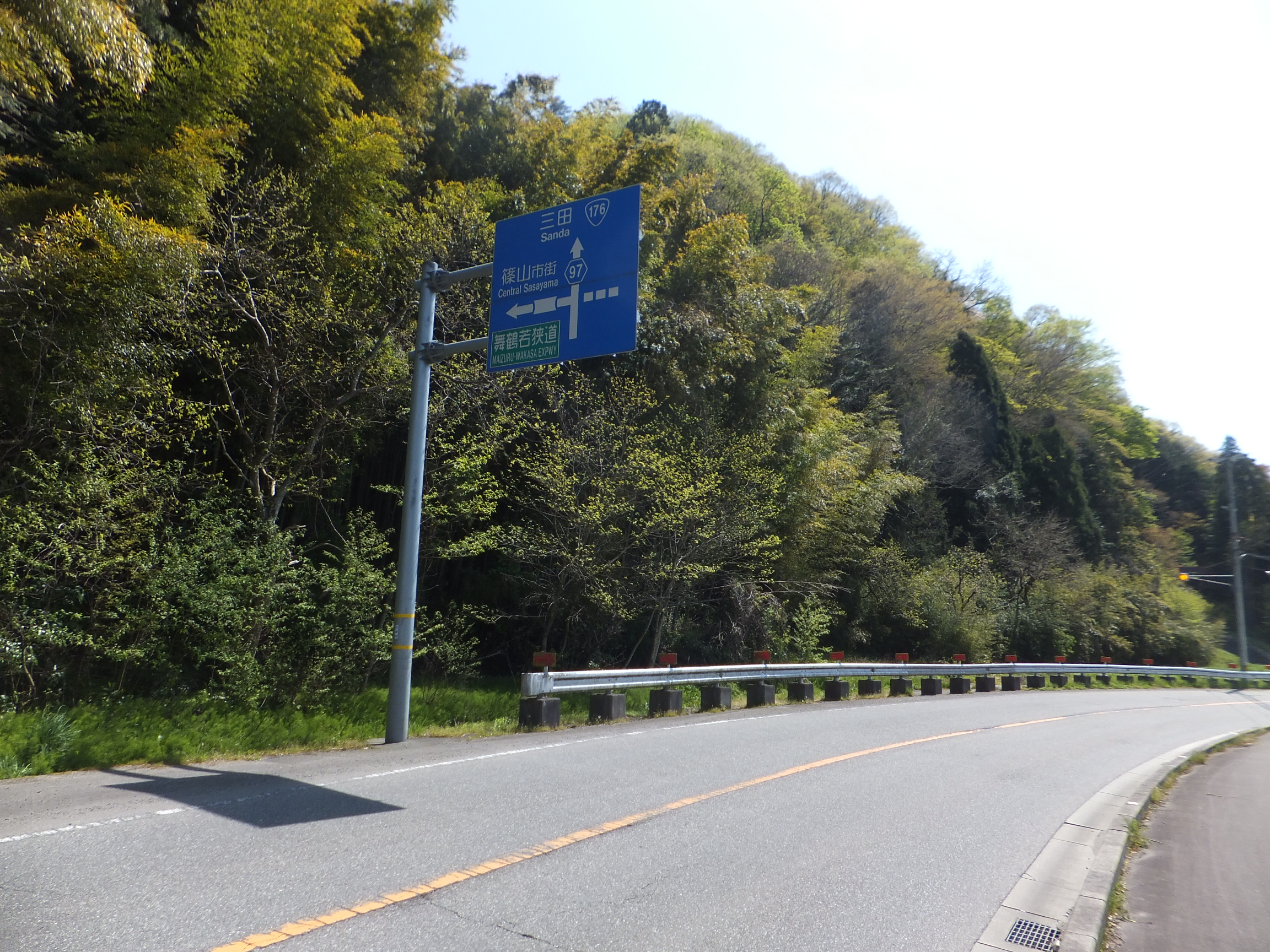
にしきトンネル前
下板井で撮影

### 路線データ
- 起点：兵庫県丹波篠山市黒田（国道176号交点・丹南橋交差点）
- 終点：京都府福知山市三和町菟原中（国道9号交点・菟原交差点）
- 総延長：16.605 km

## 歴史
- 1964年（昭和39年）12月28日 - 建設省（現・国土交通省）が一般府県道丹南三和線を主要地方道として指定。
- 1966年（昭和41年）2月1日 - 兵庫県が主要地方道35号丹南三和線を認定。
- 1967年（昭和42年）2月10日 - 京都府が主要地方道44号丹南三和線を認定。
- 1993年（平成5年）
  - 5月11日 - 建設省から、主要府県道丹南三和線が丹南三和線として主要地方道に再指定される[1]。
  - 12月20日 - 兵庫県が整理番号を35から97へ変更（兵庫県道で35は欠番となる）。
- 1994年（平成6年）4月1日 - 京都府が整理番号を44から97に変更（京都府道で44は奈良加茂線へ転用）。
- 1999年（平成11年）4月1日 - 4町合併による篠山市市制により、路線名を篠山三和線に改称。

## 地理

### 通過する自治体
- 兵庫県
  - 丹波篠山市
- 京都府
  - 福知山市

### 交差する道路
- 国道176号（兵庫県丹波篠山市黒田・丹南橋交差点、起点）
- 兵庫県道77号篠山山南線（兵庫県丹波篠山市黒田）
- 兵庫県道140号長安寺篠山線（兵庫県丹波篠山市宮田）
- 兵庫県道289号東中下板井線（兵庫県丹波篠山市下板井）
- 兵庫県道69号春日栗柄線（兵庫県丹波篠山市栗柄）
- 兵庫県道509号桑原栗柄線（兵庫県丹波篠山市栗柄）
- 兵庫県道300号本郷藤坂線・兵庫県道710号本郷辻線（兵庫県丹波篠山市本郷）
- 兵庫県道711号遠方瑞穂線（兵庫県丹波篠山市遠方）
- 国道9号（京都府福知山市三和町菟原中・菟原交差点、終点）

### 沿線にある施設など
- 三和郵便局
- 草山温泉
- 篠山市立西紀北小学校
- 篠山市立西紀小学校
- 西紀郵便局